# Spelet om din stad

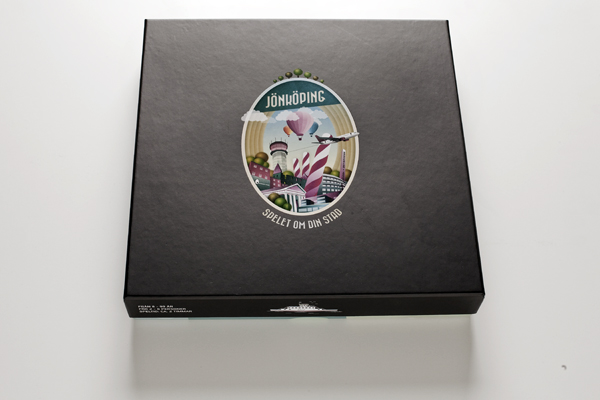
Jönköping – Spelet om din stad

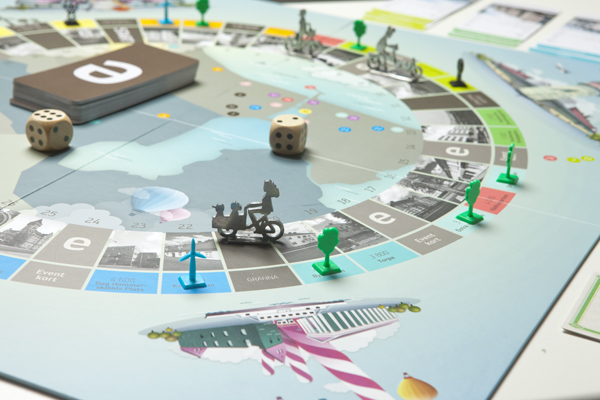
Spelplanen för Jönköpingsspelet

Spelet om din stad är en serie sällskapsspel utgivna av spelförlaget We are sailing. Förlaget har sedan 2004 givit ut sällskapsspel från Malmö i söder till Skellefteå i norr. Spel finns för Linköping, Jönköping, Norrköping, Helsingborg, Malmö, Göteborg, Skellefteå, Växjö och Umeå. Sedan 2009 verkar We are sailing även i Danmark med spelet "København - Det store spil".

## Linköping
Spelmotorn till spelet om Linköping (utgivet 2010) är hämtad från det klassiska sällskapsspelet Monopol. I spelet kan man köpa, sälja och inteckna gator i Linköping. Spelplanen visar bilder på stadens gator och torg, sedlarna pryds av personligheter från staden och spelkorten berättar små historier från Linköpings kultur, idrott och näringsliv. I regelboken finns förutom instruktioner en historik och en text om de personer som pryder sedlarna.